# 교황 비질리오
교황 비질리오(라틴어: Vigilius PP., 이탈리아어: Papa Vigilio)는 제59대 교황(재위: 537년 3월 29일 - 555년 6월 7일)이다.

## 생애 초기
비질리오는 로마 귀족 가문의 일원이다. 《교황 연대표》에 의하면, 그의 부친 요한네스는 테오도릭 대왕으로부터 집정관의 칭호를 받았다고 한다. 동로마 제국의 역사학자 프로코피우스에 의하면, 그의 형이자 원로원 의원이었던 레파라투스는 동고트 왕국의 비티게스 왕에 의해 인질로 끌려갔으나, 537년 고트족의 집단 학살 현장을 벗어나 극적으로 탈출했다고 한다.
비질리오는 531년 부제품을 서품받아 로마 교회를 위해 봉사하였다. 그리고 같은 해에 로마 교구 사제단은 교황에게 자신의 후임자를 결정할 권한을 주는 것에 동의하였다(오늘날 현대 신학자들은 현재 재위하고 있는 교황에게 이러한 권한을 부여할 수 없다고 보고 있다). 이에 따라 교황 보니파시오 2세는 비질리오를 자신의 후임자로 선택했으며 성 베드로 대성전에서 사제들을 집합시켜 선언하였다. 하지만 다음해에 보니파시오 2세는 자신의 후임자 선정을 무효화하고, 이에 관한 칙령을 사람들이 보는 앞에서 불태워 버렸다.

## 교황 대리
교황 아가피토 1세는 비질리오를 교황 대리로 임명하여 동로마 제국으로 파견하였다. 단성설을 따르는 이들과 친교를 맺은 테오도라 황후는 단성설을 신봉한다는 이유로 강제로 물러난 안티무스를 콘스탄티노폴리스 총대주교직에 복직시키고, 그를 내쫓은 교황 아가피토 1세에 대항하기 위해 비질리오와 손을 잡으려고 하였다. 그녀가 비질리오와 손을 잡으려고 한 또 다른 이유는 단성설 편에 선 자신에 대한 지지자를 얻기 위해서였다. 비질리오는 자신에게 교황좌와 많은 돈(금화 700파운드)을 약속한 황후의 제안에 동의했다고 전해진다.

## 교황 선출
비질리오가 콘스탄티노폴리스에 머무는 중에 536년 4월 22일 교황 아가피토 1세가 선종하였다. 그리고 고트족의 왕의 외압으로 후임 교황으로 실베리오가 선출되었다. 그 해 가을 고트족이 로마를 떠나자 실베리오의 허락을 받아 동로마 제국의 장군 벨리사리우스가 로마를 장악하였다. 이에 동고트 군대가 와서 로마를 포위 공격하였다. 비록 고트족이 로마를 완전히 포위하지는 못했지만, 동로마 병사들과 로마 시민들 모두 로마가 고트족에게 함락되어 해코지를 당할까봐 두려워하였다. 고트족의 포위 공격이 시작되자 벨리사리우스는 여인과 어린이를 포함하여 전투에 불필요한 사람들은 전부 나폴리로 떠날 것을 지시하였다. 같은 시각, 교황 실베리오가 고트족에게 로마를 넘길 것이라는 혐의를 받게 되었다. 벨리사리우스는 즉시 실베리오를 교황직에서 강제로 물러나게 한 다음에 수도복을 입히고 그리스로 유배 보냈다. 몇몇 원로원 의원들 역시 마찬가지로 로마에서 내쫓았다.
초기 문헌들에서는 실베리오의 사임에 비질리오가 어떤 역할을 했는지 분명하게 나와 있지 않다. 비질리오에게 우호적이지 않은 《교황 연대표》의 저자들은 그가 실베리오를 강제로 사임시키라는 동로마 제국 본국의 명령을 벨리사리우스에게 전달했다고 주장하였다. 프로코피우스는 실베리오가 강제로 사임당하자마자 벨리사리우스에 의해 곧바로 비질리오가 후임 교황으로 추대되었다고 분명하게 말하였다. 비질리오는 537년 3월 29일 교황으로 선출되어 착좌하였다. 전임 교황 실베리오가 선종하자 로마 교구의 모든 사제가 비질리오의 교황 선출을 적법한 절차에 따른 절차로 인정하고 그를 교황으로 받들었다.

## 교황
결과적으로 비질리오는 테오도라 덕분에 교황좌에 오르게 되었다. 그러나 테오도라는 곧 자신이 비질리오에게 속았다는 것을 깨닫게 되었다. 왜냐하면 비질리오가 교황이 되려는 자신의 야망을 막상 이루고 난 다음에 단성설에 반대한다는 전임 교황들과 같은 입장을 고수했기 때문이다. 비질리오 교황이 단성성을 추종했다는 이유로 총대주교 자리에서 물러난 안티무스와 세베루스, 테오도시우스 등에게 자신은 단성설의 견해에 동의한다는 서한을 써서 보냈다고 하며, 실제로 서한이 존재한다. 하지만 학자들이 그 서한을 조사한 결과, 비질리오 교황이 직접 쓴 서한이 아니라는 사실이 드러나 결국 모조품이라는 사실이 밝혀졌다. 비질리오 교황은 안티무스를 끝끝내 총대주교로 복직시키지 않았다.

교황 비질리오

비질리오가 야심이 많고 교황직에 관심이 많았던 것은 사실이나, 행정 능력은 뛰어났다. 교황이 된 그는 전쟁으로 인해 황폐화된 로마의 건물들을 개축하고, 성당들을 신축하였으며, 묘지를 개방하였다. 540년 즈음에 비질리오는 단성설에 대한 자신의 입장을 밝힐 의무감을 느끼고, 콘스탄티노폴리스에 두 편의 서한을 보냈다. 하나는 유스티니아누스 1세 황제에게 보냈으며, 다른 하나는 콘스탄티노폴리스 총대주교 메나스에게 보냈다. 두 편의 서한에서 비질리오는 에페소 공의회와 칼케돈 공의회의 가르침을 지지하며, 또한 교황 레오 1세의 가르침 또한 옹호한다고 밝혔다. 그렇기 때문에 안티무스 총대주교의 사임을 전적으로 지지한다는 입장을 밝혔다. 교황으로 임기를 시작한 첫 해에 비질리오가 작성한 다른 여러 가지 서한들을 보면, 그가 여러 나라에서 일어난 교회 관련 문제에 어떻게 관여했는지를 알 수 있다. 538년 3월 6일 비질리오는 형의 미망인과 혼인한 아우스트라시아의 왕 테우데베르트 1세의 참회에 관한 답변을 작성해서 아를의 주교 체사리오에게 보내 그에게 이 문제에 대한 전권을 위임하였다. 538년 6월 29일 교회 훈령의 다양한 질문에 대한 대답을 포함한 교황의 교서가 브라가의 주교 프로푸투루스에게 전달되었다. 체사리오 주교가 선종한 후 아를의 주교가 된 아욱사니오를 교황대리의 권한을 주어 갈리아 지역 교회들을 감독하게 하고, 그에게 지시하여 지역 시노드를 소집해 주교들의 여행과 팔리움의 사용을 적절히 조절하도록 했다. 아욱사니오의 뒤를 이어 아우렐리아노가 아를의 주교가 되자 그의 첫 번째 의무는 교회의 평화 유지임을 주지시키고, 로마 교회가 동로마 제국과 사이가 좋지 않다는 소문에 영향을 받지 않도록 지시하였다. 한편 그동안 콘스탄티노폴리스에서는 새로운 교리 문제가 나타나기 시작했는데, 이는 비질리오에게 많은 시련을 안겨다 주었다. 543년 유스티니아누스 1세는 오리게네스의 이단적 사상을 규탄하는 칙령을 발표하였다. 이 칙령은 비질리오와 동방 교회 총대주교들에게 모두 보내졌다.
그리스도론에 대한 논쟁으로 인한 제국의 분열을 염려한 유스티니아누스 1세에게 카파도키아 지방 카이사레아의 주교 테오도로 아스키다는 안티오키아 학파 지도자들과 그들의 신학을 네스토리우스주의 이단으로 단죄한다면 단성설을 추종하는 이들이 제국 교회에 일치할 것이라고 조언하자 유스티니아누스 1세는 이 조언에 동의했다. 단성설을 추종하는 이들을 교회 안에 다시 일치시키는 데 주력해온 유스티니아누스 1세는 543년 또는 544년에 이미 사망한 몹수에스티아의 주교 테오도로와 치로의 주교 테오도레토, 에데사의 주교 이바스 등을 네스토리우스주의자들이라고 단죄하는 한편 그리스도론에 관한 그들의 저서 내용도 단죄하는 내용을 담은 칙령을 반포했다. 이들 세 명의 주교가 저술한 저서의 내용과 관련된 문서 전체를 가리켜 삼장서(kephalia)라고 일컬었다. 하지만 서방에서는 이러한 절차를 칼케돈 공의회의 권위를 훼손할 우려가 있다고 보았기 때문에 부당하고 위험하다고 보았다. 삼장서의 단죄는 이미 사망한 주교들에 대한 단죄로서 교회 역사상 초유의 일이었고 칼케돈 공의회에서 사면받은 이들에 대한 것으로 공의회의 권위를 손상시키고 단성설을 사실상 묵인한 것이나 마찬가지였기 때문에 제국 전역에서 큰 반발을 가져왔다. 비질리오 역시 황제의 칙령을 인정하기를 거부하자, 유스티니아누스 1세는 삼장서 논쟁을 매듭짓기 위해 그를 콘스탄티노폴리스로 소환하였다. 《교황 연대표》에 의하면, 11월 20일 교황이 산타 체칠리아 인 트라스테베레 성당에서 성녀 체칠리아 축일 기념 미사를 봉헌하고 있던 도중에 동로마 제국의 고위 관료인 안티무스가 찾아와서 즉시 콘스탄티노폴리스로 오라는 황제의 요청을 전해주었다. 교황이 콘스탄티노폴리스로 떠나기 위해 테베레 강가에 정박한 배에 오르자, 로마 시민들이 달려와서 교황에게 화를 내며 배를 향해 돌을 던졌다. 이후 로마는 토틸라 왕이 지휘하는 고트족에게 포위당하여 공격을 받게 되면서 큰 곤경에 처하게 되었다. 비질리오는 로마 시민들을 위해 곡식을 실은 배들을 보냈지만, 고트족에게 나포되고 만다. 《교황 연대표》의 기록이 정확하다면, 비질리오는 아마도 545년 11월 22일에 로마를 떠난 것으로 추정된다. 로마를 떠난 그는 시칠리아에 오랫동안 머무르다가 546년 말이나 547년 1월경에 콘스탄티노폴리스에 도착하였다.
비질리오는 유스티니아누스 1세에게 고트족의 공격을 받고 있는 로마와 이탈리아 백성들을 도와줄 것을 요청하고자 하였다. 그러나 당시 유스티니아누스 1세의 관심사는 삼장서 논쟁 문제였다. 그리고 비질리오는 삼장서 논쟁 문제에서 결코 양보할 생각이 없었기 때문에 두 사람의 토론은 결말을 보지 못하고 지지부진하였다. 548년 4월 11일 비질리오는 삼장서는 단죄하지만, 칼케돈 공의회의 유효성만은 변호한다는 입장을 밝히면서 한 발 물러섰다. 548년 6월 28일 테오도라 황후가 죽자 말마티아, 아를, 스티키아의 토미에서 비질리오를 반대하고 아프리카 교회에서도 비질리오에게 반기를 들었다. 결국 최종적으로 비질리오는 553년 12월 9일 콘스탄티노폴리스 총대주교 에우티키우스에게 서신을 보내 제2차 콘스탄티노폴리스 공의회를 승인하였으며, 554년 2월 26일 공의회의 결정을 재가한다는 입장을 밝혔다. 그리하여 콘스탄티노폴리스에서 8년 동안 영욕의 세월을 보낸 끝에 비질리오는 유스티니아누스 1세와 서로 이해관계가 맞아 떨어지면서, 555년 봄에 로마로 돌아갈 수 있게 되었다.

## 죽음
비질리오는 로마로 돌아가던 중에 시라쿠사에서 선종하였다. 그의 시신은 로마로 이송되어 살라리아 가도의 프리스킬라 카타콤바에 세워진 산 마르티노 아이 몬티 성당에 안장되었다.